# Aston (High Peak)
Pour les articles homonymes, voir Aston.
Aston est une paroisse civile et un village du Derbyshire, en Angleterre.